# Luigi Bauch
Luigi Bauch (Šibenik, 14. srpnja 1873. – Firenza, 3. ožujka 1945.), bio je talijanski pjesnik, glazbenik i folklorist hrvatskog podrijetla.

## Životopis
Rodio se u Šibeniku u Dalmaciji odakle se nedugo nakon rođenja, 1874. preselio u Zadar gdje je kao mladić radio kao urar-posrednik u osiguranju. Počeo je samouko učiti glazbu, istovremeno zainteresiran za dalmatinsku poetsku tradiciju na talijanskom jeziku i na tradicionalnom mletačko-dalmatinskom dijalektu.
Sa 19 godina skladao je i napisao jednu od najpoznatijih pjesama toga vremena, koja je postala poznata u čitavoj Dalmaciji: Zadarski mulac (tal. El mulo zaratin), u kojoj se na bezbrižan i zabavan način prikazuje život zadarskih fakina.
Samo je jedan dio Bauchovih pjesama skupljen u knjige. Uglavnom ih je objavljivao na plakatima, prigodnicama, časopisima i almanasima. Jedno od njegovih najvažnijih djela je bila zbirka nazvana Zadarske poslovice o ljubavi, žena i brak (tal. I proverbi zaratini sull'amore, la donna e il matrimonio), kroz koju se moglo detaljno proučiti tradicionalne dalmatinske običaje i nošnje. Drugo djelo iznimne važnosti je bila knjiga Popularna glazba Zadra od 1880. do 1910. (tal. La musica popolare di Zara dal 1880 al 1910), pravo vrelo informacija o zadarskom glazbenom na prijelazu između dva stoljeća i popularnim autorima grade i okolice. Neobjavljenom je ostala njegova iznimno važna Zbirka dosad neobjavljenih zadarskih igara i poezije (tal. Raccolta di giuochi e poesie zaratine fin qui non ancora pubblicate.
Luigi Bauch pripada grupi zadarskih pisaca s kraja  19. i prve polovice 20. stoljeća koji su živeći u posljednjem periodu znatnog utjecaja talijanske prisutnosti u Dalmaciji pokušali oživjeti tradiciji kroz niz studija i publikacija, većinom orijentirani oko Dalmatinskog društva za povijest domovine (tal. Società Dalmata di Storia Patria).

## Djela
- Cilindri del fonografo, Zadar 1911.
- Lagrime vecie, contenteza nova, Zadar 1925.
- La musica popolare di Zara dal 1880 al 1910, Zadar 1930.
- Allegretto... ma non troppo, Zadar 1934.
- La polenta nella tradizione zaratina, Zadar 1934.
- I proverbi zaratini sull'amore, la donna e il matrimonio, Rim 1941.